# Can Piler
Can Piler és una masia del poble de Bigues, en el terme municipal de Bigues i Riells, a la comarca catalana del Vallès Oriental. Forma part del veïnat de Vallroja i el Pla.
Es troba en el sector central-occidental del terme, a prop i al nord-est del nucli principal de Vallroja i el Pla, al nord-oest de l'extrem de ponent del Sot de Can Cogullada. Format aquest veïnat amb les masies de Can Benet, Can Joan, Can Lleuger, Can Lluís, Can Margarins i Ca l'Oncle, quasi agrupades, Can Vermell i les restes de Can Puça una mica més al sud. Al seu nord-oest hi ha encara la masia del Rull.
Està inclosa en el Catàleg de masies i cases rurals de Bigues i Riells.